# مالکولم اینگرم
مالکوم اینگرم (انگلیسی: Malcolm Ingram؛ زادهٔ ۱۹۶۸) کارگردان مستقل و پادکستر اهل کانادا است. وی متولد شهر تورنتو است.
در سال ۲۰۰۷ تصویر مالکوم اینگرم به همراه کوین اسمیت روی جلد یک مجله همجنسگرایان به نام «زندگی یک خرس» قرار گرفت. از فیلم‌هایی که اینگرم ساخته است می‌توان به مستند ملت خرس اشاره کرد.